# Kreis Bordesholm
| Kreis Kiel (1867–1883) Landkreis Kiel (1883–1907) Kreis Bordesholm (1907–1932) | Kreis Kiel (1867–1883) Landkreis Kiel (1883–1907) Kreis Bordesholm (1907–1932) |
| ------------------------------------------------------------------------------ | ------------------------------------------------------------------------------ |
| Preußische Provinz                                                             | Schleswig-Holstein                                                             |
| Kreissitz                                                                      | Kiel (1867–1883) Bordesholm (1883–1932)                                        |
| Fläche                                                                         | 640 km² (1925)                                                                 |
| Einwohner                                                                      | 37.564 (1925)                                                                  |
| Bevölkerungsdichte                                                             | 59 Einwohner/km² (1925)                                                        |
| Gemeinden                                                                      | 71 (1932)                                                                      |
|                                                                                |                                                                                |
| Lage des Kreises Bordesholm                                                    |                                                                                |

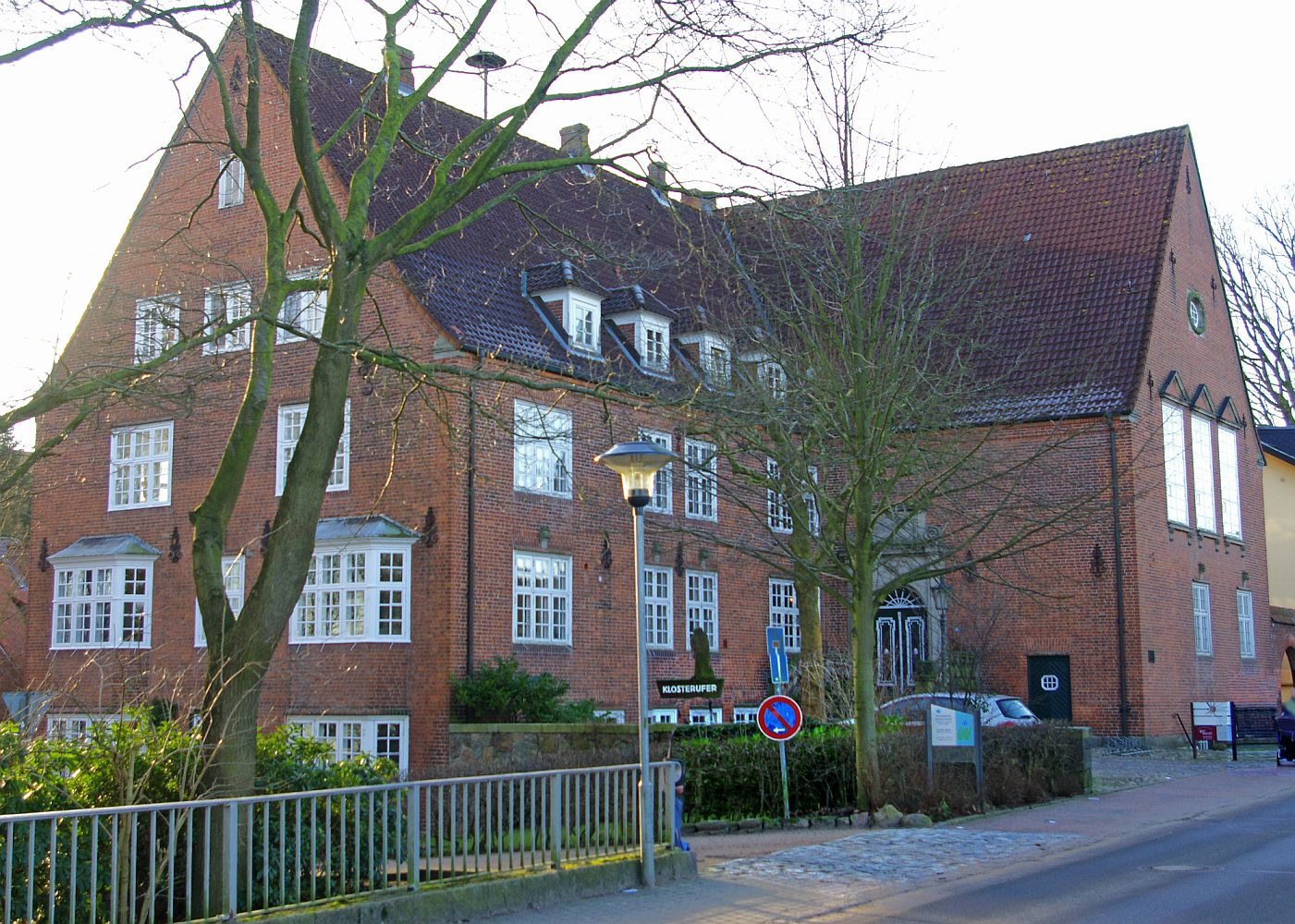
Altes Kreishaus Bordesholm

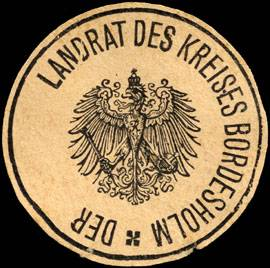
Siegelmarke Der Landrat des Kreises Bordesholm

Der Kreis Bordesholm (von 1867 bis 1883 Kreis Kiel, von 1883 bis 1907 Landkreis Kiel) war bis 1932 ein Landkreis in der preußischen Provinz Schleswig-Holstein. Das Landratsamt hatte seinen Sitz bis 1883 in Kiel und seitdem in der Landgemeinde Bordesholm.

## Verwaltungsgeschichte
Nach der Herauslösung Holsteins aus dem Dänischen Gesamtstaat und kurzer Zeit unter österreichischer Verwaltung wurde 1867 die preußische Provinz Schleswig-Holstein gegründet. Gleichzeitig wurde eine Verwaltungsreform durchgeführt, in welcher der Kreis Kiel „aus der Stadt Kiel; dem Amte Bordesholm exkl. Sachsenbande; den Aemtern Cronshagen, Kiel und Neumünster; der klösterlich Itzehoer Vogtei Meimerstorf; den Gütern Bothkamp, Blockshagen, Klein-Nordsee, Neu-Nordsee, Marutendorf, Hohenschulen, Quarnbeck, Schwarzenbeck, Projenstorf, Schrevenborn, Oppendorf, Schönhorst und dem Gehöft Overndorf, sowie den klösterlich Preetzer Dörfern Taastorf und Gadeland“ gebildet wurde. Der Kreis wurde 1889 in 18 Amtsbezirke eingeteilt.
Nach der Ausgliederung der Stadt Kiel am 14. November 1883 bekam der Kreis die Bezeichnung Landkreis Kiel und der Verwaltungssitz wurde nach Bordesholm verlegt. Der Kreis verlor in der Folgezeit mehrfach Gebietsteile an die Stadt Kiel, so 1893 die Gemeinde Wik, 1910 die Gemeinden Gaarden, Hassee, Hasseldieksdamm und Wellingdorf sowie 1924 die Gemeinde Neumühlen-Dietrichsdorf. Nachdem die Stadt Neumünster am 1. April 1901 ebenfalls aus dem Landkreis Kiel ausschied, wurde dieser am 18. Juni 1907 in Kreis Bordesholm umbenannt.
Am 30. September 1928 fand im Kreis Bordesholm entsprechend der Entwicklung im übrigen Freistaat Preußen eine Gebietsreform statt, bei der alle Gutsbezirke aufgelöst und benachbarten Landgemeinden zugeteilt wurden. Mit der Verordnung über die Neugliederung von Landkreisen vom 1. August 1932 wurde der Kreis Bordesholm aufgelöst und seine Gemeinden auf die Kreise Plön, Rendsburg und Segeberg aufgeteilt.

## Einwohnerentwicklung
| Einwohner        | 1890   | 1900   | 1910   | 1925   |
| ---------------- | ------ | ------ | ------ | ------ |
| Kreis Bordesholm | 51.147 | 66.196 | 40.510 | 37.564 |

## Amtmänner bzw. Landräte
Die lange Reihe der Bordesholmer Amtmänner beginnt bereits 1559, als Johann Rantzau im Auftrag des Herzogs Johann (Hans) d. Ä. die Oberaufsicht über das Kloster Bordesholm übernimmt. Es folgten:

- 1559 Iven von Reventlow
- 1566–1571 Christopher Rantzau
- 1571–1592 Sievert von Rantzau
- 1584 Ägidius von der Lancken d. Ä.
- 1584–1604 Otto von Qualen der Jüngere
- 1604–1610 Johann von der Wisch
- 1610–1622 Johann von Schwerin
- 1622–1631 Ägidius von der Lancken
- 1648–1671 Paul Rantzau
- 1671–1679 Hans Heinrich von Kielmannsegg
- 1679–1711 Henning von Buchwald
- 1711–1722 Hans von Blome
- 1722–1729 Joachim Otto Adolph von Bassewitz
- 1729–1766 Gerhard von Dernath
- 1766–1888 Carl Hinrich von Saldern-Günderoth
- 1789–1802 Friedrich Wilhelm Conrad von Holck
- 1802–1825 Detlev von Buchwald
- 1825–1839 Johann Rudolph von Bülow
- 1839–1841 Heinrich von Reventlow
- 1841–1845 Christian Andreas Julius Reventlow
- 1845–1855 Josias Friedrich Ernst von Heintze-Weissenrode
- 1855–1860 Heinrich August Theodor Kaufmann
- 1860–1864 Arthur von Reventlow
- 1864–1866 Johann Bernhard Carstens
- 1866–1894 Johann Adolph von Heintze
- 1894–1920 Adolf von Heintze-Weißenrode
- 1920–1921 Arthur Zabel
- 1921–1932 Waldemar von Mohl[3]

## Gemeinden 1932
Zum Zeitpunkt seiner Auflösung im Jahr 1932 bestanden im Kreis Bordesholm 71 Landgemeinden:
1. Achterwehr
2. Arpsdorf
3. Bissee
4. Blumenthal
5. Böhnhusen
6. Boksee
7. Bönebüttel
8. Boostedt
9. Bordesholm
10. Bothkamp
11. Braak
12. Brachenfeld
13. Brokenlande
14. Brügge
15. Dätgen
16. Ehndorf
17. Einfeld
18. Felde
19. Fiefharrie
20. Gadeland
21. Grevenkrug
22. Groß Buchwald
23. Groß Flintbek
24. Großharrie
25. Groß Kummerfeld
26. Großenaspe
27. Heidmühlen
28. Heikendorf
29. Hoffeld
30. Husberg
31. Klein Barkau
32. Klein Flintbek
33. Klein Harrie
34. Klein Kummerfeld
35. Kronshagen
36. Latendorf
37. Loop
38. Meimersdorf
39. Melsdorf
40. Mielkendorf
41. Molfsee
42. Mönkeberg
43. Moorsee
44. Mühbrook
45. Negenharrie
46. Oppendorf
47. Ottendorf
48. Padenstedt
49. Quarnbek
50. Reesdorf
51. Rendswühren
52. Rumohr
53. Russee
54. Schierensee
55. Schillsdorf
56. Schmalstede
57. Schönbek
58. Schönhorst
59. Schönkirchen
60. Sören
61. Sprenge
62. Suchsdorf
63. Tasdorf
64. Techelsdorf
65. Tungendorf
66. Voorde
67. Wasbek
68. Wattenbek
69. Wellsee
70. Willingrade
71. Wittorf

## Ehemalige Gemeinden
Die folgende Liste enthält die Gemeinden des Kreises, die während seines Bestehens in andere Gemeinden eingegliedert wurden oder aus dem Kreis ausschieden:
| Gemeinde                | eingemeindet nach       | Datum              |
| ----------------------- | ----------------------- | ------------------ |
| Alt Heikendorf          | Heikendorf              | 7. April 1913      |
| Dietrichsdorf           | Neumühlen-Dietrichsdorf | 26. April 1907     |
| Eiderstede              | Bordesholm              | 1. April 1906      |
| Gaarden                 | Kiel                    | 1. April 1910      |
| Hassee                  | Kiel                    | 1. April 1910      |
| Hasseldieksdamm         | Kiel                    | 1. April 1910      |
| Möltenort               | Heikendorf              | 7. April 1913      |
| Neu Heikendorf          | Heikendorf              | 30. September 1928 |
| Neumühlen               | Neumühlen-Dietrichsdorf | 26. April 1907     |
| Neumühlen-Dietrichsdorf | Kiel                    | 1. Mai 1924        |
| Neumünster              | Kreisfreie Stadt        | 1. April 1901      |
| Wellingdorf             | Kiel                    | 1. April 1910      |
| Wik                     | Kiel                    | 1. April 1893      |

Außerdem existierten im Kreis noch die Gutsbezirke Blockshagen, Bothkamp, Hohenschulen, Klein Nordsee, Marutendorf, Neu Nordsee, Oppendorf, Ovendorf, Projensdorf, Quarnbek, Schönhorst, Schrevenborn und Schwartenbek, die Forstgutsbezirke Bordesholm und Neumünster sowie der fiskalische Kanalgutsbezirk Kiel.

## Aufteilung 1932
Die 71 Gemeinden des Kreises wurden 1932 wie folgt auf die drei Nachbarkreise Plön, Rendsburg und Segeberg aufgeteilt:
| Kreis           | Gemeinden |
| --------------- | --- |
| Kreis Plön      | Bissee, Böhnhusen, Boksee, Bönebüttel, Bothkamp, Brachenfeld, Brügge, Fiefharrie, Groß Buchwald, Groß Flintbek, Großharrie, Heikendorf, Husberg, Klein Barkau, Klein Flintbek, Klein Harrie, Meimersdorf, Mönkeberg, Moorsee, Negenharrie, Oppendorf, Reesdorf, Rendswühren, Schillsdorf, Schönhorst, Schönkirchen, Tasdorf, Techelsdorf, Tungendorf, Voorde, Wellsee |
| Kreis Rendsburg | Achterwehr, Arpsdorf, Blumenthal, Bordesholm, Dätgen, Ehndorf, Einfeld, Felde, Grevenkrug, Hoffeld, Kronshagen, Loop, Melsdorf, Mielkendorf, Molfsee, Mühbrook, Ottendorf, Padenstedt, Quarnbek, Rumohr, Russee, Schierensee, Schmalstede, Schönbek, Sören, Sprenge, Suchsdorf, Wasbek, Wattenbek                                                                     |
| Kreis Segeberg  | Boostedt, Braak, Brokenlande, Gadeland, Groß Kummerfeld, Großenaspe, Heidmühlen, Klein Kummerfeld, Latendorf, Willingrade, Wittorf |